# Michel Dumesnil de Gramont
Michel Dumesnil de Gramont, né Michel Marie André Dumesnil le 11 mai 1888 et mort le 4 février 1953 à Paris, est un homme politique et résistant français, socialiste et franc-maçon. Député à l'Assemblée consultative provisoire à Alger et plusieurs fois grand maître de la Grande Loge de France.

## Biographie
Michel Dumesnil de Gramont nait le 11 mai 1888 à Paris, il est le fils de Charles Louis Dumesnil, industriel et de Suzanne Marie de Grammont. Ces parents divorcent en 1893, six ans après leur mariage, il a quatre ans à leur séparation. Il se marie le 23 octobre 1909, avec Alexandra Dolgopoulof née en Russie en octobre 1887, fille d'une fonctionnaire de l'Empire russe. Ils vivent à Paris dans le 6e arrondissement alors qu'il fait état de la profession d'avocat à la cour.
Il est durant 15 années avant la Seconde Guerre mondiale, fonctionnaire au ministère de l’Éducation nationale et directeur adjoint des services de l'Office des recherches scientifique. A la transformation de ce dernier en Centre national de la recherche scientifique (CNRS) en octobre 1939, il est désigné comme directeur des services du nouvel organisme. À la suite de sa carrière de fonctionnaire, il travaille dans le privé après la Libération en tant que président directeur général de la compagnie d’assurance « L’Urbain-Capitalisation ».
Homme de lettres, c'est en tant que spécialiste de la langue russe et des traditions slaves, qu'il traduit en français plusieurs ouvrages de grands auteurs russes, notamment ceux de Maxime Gorki, d'Alexis Konstantinovitch Tolstoï et Ivan Bounine. Il publie en tant qu'écrivain des ouvrages sur l'histoire de la littérature allemande, de la littérature russe et un essai sur Karl Marx et le marxisme, le Prophète rouge. Il rédige également des ouvrages sur Léonard de Vinci ou encore la pensée ésotérique. En collaboration avec Antonio Coen il publie un livre, La Franc-maçonnerie écossaise, à destination du grand public.
Michel Dumesnil de Gramont meurt le mercredi 4 février 1953 à son domicile 11 rue de La Trémoille dans le 8e arrondissement de Paris. Il est enterré le samedi 7 février 1953 au cimetière parisien de Bagneux. Fait notable, la levée de corps à lieu à la rue Puteaux au siège de la Grande Loge de France ou un hommage est rendu par les instances de l'obédience. Sa tombe est reprise par les autorités en 1993, le lieu du transfert de ses restes n'est pas connu en 2017. À sa mort le général de Gaulle lui rend hommage autour de l'estime et la confiance qu'il lui accordait. Son épouse a fait don d'une partie de ses archives sur la période d'Alger à La contemporaine (BDIC).

### Franc-maçonnerie
Michel Dumesnil de Gramont est initié en franc-maçonnerie le 16 février 1919 à l'age de 31 ans au sein de la loge « Cosmos » appartenant à la Grande Loge de France (GLDF) par Lucien Le Foyer. Il est reçu au grade de compagnon le 19 septembre 1920 et maître le 18 janvier 1921. Très actif dans l'obédience, il fait partie des membres qui réactivent en 1921 la loge, alors en sommeil « Le Portique », loge crée en 1910 par Albert Lantoine, il en est le vénérable maître. Il est membre fondateur de plusieurs autres loges, « Le Sagittaire », « La Grande Triade » et « La France ». Il rentre au conseil fédéral de l'obédience en 1923 et devient grand secrétaire adjoint puis grand orateur adjoint en 1923 et 1931. Il poursuit son parcours en devenant grand maître adjoint en 1933, puis grand maître de la GLDF à quatre reprises en 1934-1935, 1938-1940, 1944-1948, et 1950-1952. Il est fait grand maître d'honneur de l'obédience en 1948. Coopté dans les hauts grades, il est porteur du 33e degré du Rite écossais ancien et accepté et grand orateur du Suprême Conseil de France ou il fait son entrée 1931.
A la fin de la Seconde Guerre mondiale, à l'occasion de la première tenue plénière de la GLDF qui se tient en avril 1945, il désapprouve les propositions de fusion avec le Grand Orient de France établit avant la fin du conflit et met un terme à l'hypothèse d'une obédience unique. Partisan de l'ancrage de l'obédience dans la mouvance anglo-saxonne, il tente de rapprocher celle-ci de la Grande Loge unie d'Angleterre. Après la guerre, il travaille au réveil de la GLDF en siégeant tout d'abord au comité d'épuration puis en reprenant l'office de grand maître de 1945 à 1948, puis de 1950 à 1952. Il est l'un des fondateurs du groupe Condorcet-Brossolette, dont il inaugure les conférences à la Sorbonne. Le 12 février 1957, une loge portant son nom et sous le numéro 757, appartenant à la GLDF est consacrée à Paris.

### Engagement et résistance
Michel Dumesnil de Gramont  milite comme socialiste en tant membre de la Ve section SFIO de la Seine, il est directeur du cabinet du ministre de la justice Albert Sérol, il fait partie des cabinets d'Édouard Daladier et de Paul Reynaud en mars 1940. Il est relevé de ses fonctions à l'issue de  la défaite de la France par le régime de Vichy en juin 1941 et mis en retraite d'office. Il quitte Paris pour Villefranche-de-Rouergue et à Saint-Céré en zone libre  ou il dirige une entreprise forestière jusqu'en 1943, date de son départ pour Alger. 
Pendant cette période, en tant qu'ancien grand maître d'une obédience maçonnique, il est perquisitionné plusieurs fois. Il détruit une partie des archives de la Grande Loge de France pour éviter leurs saisies et s'engage dans la résistance intérieure française. Il fait partie du réseau de résistance à dominante maçonnique Patriam Recuperare et est actif dans le mouvement Liberation-Sud en zone non occupée. Il est désigné comme délégué par Emmanuel d'Astier de La Vigerie pour siéger à l'assemblée consultative provisoire d'Alger, il rejoint cette ville en octobre 1943 après une visite à Londres en septembre. Il sensibilise Jacques Soustelle et Georges Gorse aux textes anti-maçonniques de l’État de Vichy qui abroge la franc-maçonnerie. Yvon Morandat intervient devant l'assemblée sur ce sujet, qui obtient pour réponse du général de Gaulle, que « la France Libre n'a jamais reconnu les lois d'exception de Vichy » et considère donc que la franc-maçonnerie n'a jamais cessé d'exister en France. Le général de Gaulle, signe l'ordonnance du Comité français de libération nationale le 15  décembre 1943, qui abolit la législation de Vichy en spécifiant que ces associations sont réputées n'avoir jamais cessé d'exister. Scellant ainsi, les droits à la récupération des dommages qu'elles ont eus à subir.

## Distinctions
- Chevalier de la Légion d'honneur
- Croix de guerre 1939–1945
- Médaille de la Résistance française